# Georg Hundt von Weckheim
Georg Hundt von Weckheim (Wenkheim, 1520 – Mergentheim, 17 marzo 1572) è stato Gran maestro dell'Ordine teutonico dal 1566 fino alla sua morte.

## Biografia
Membro di una famiglia proveniente dalla Franconia, von Weckheim aderì all'ordine nel 1544. Dopo essere divenuto legato a Heilbronn, nel 1553 divenne Komtur di Weissenburg. Nel 1558 ottenne la Komtur di Francoforte, divenendo in seguito amministratore della Franconia. Legatosi indissolubilmente col potere imperiale, fu al servizio di Massimiliano II e di Filippo II in Spagna, dove intensificò l'operato dell'ordine con frequenti ambascerie. 
Si prodigò per la diffusione delle tesi della controriforma emanate dal Concilio di Trento.
Georg Hundt von Weckheim morì a Mergentheim.